# Катастрофа прототипа Ту-134
Катастрофа самолёта-прототипа Ту-134 — авиационная катастрофа, произошедшая в пятницу 14 января 1966 года с самолётом-прототипом Ту-134, при которой погибли 8 человек. Первое происшествие в истории Ту-134.

## Самолёт
Второй прототип Ту-134 с заводским номером 0001 и известный как «Дублёр» был построен летом 1964 года на ММЗ «Опыт» (по другим данным — на Харьковском авиационном заводе). По сравнению с первым прототипом (борт CCCP-45075, заводской — 0000), второй прототип имел на полметра удлинённый фюзеляж (была сделана вставка позади крыла), дополнительные топливные баки в отъёмных частях крыла, что увеличило запас топлива до 16,3 тысяч литров (13,2 тонны), и увеличенную до 64 мест пассажировместимость салона. Также на борту была установлена автоматическая система управления, благодаря которой лайнер мог выполнять автоматический заход на посадку, в том числе ночью и при плохих метеоусловиях. Два турбовентиляторных двигателя относились к модели Д-20П-125. Общая масса пустого самолёта составляла 24,9 тонн. В некоторых источниках указывается модель самолёта «Ту-124А», однако наименование модели было изменено на «Ту-134» ещё в 1963 году на стадии проектирования.
9 сентября борт 45076 совершил свой первый полёт, а в период с 20 февраля по 7 апреля 1965 года были проведены заводские испытания, в ходе которых совершил 36 полётов общей продолжительностью 60 часов. В июне 1965 года борт 45076 был представлен на авиасалоне Ле-Бурже, после завершения которого выполнил полёты в Берлин, Варшаву и Прагу. 18 июля второй прототип передали на государственные испытания, которые проводил ГК НИИ ВВС (базировался в Чкаловском), что позволяло узнать возможности самолёта в военном применении.

## Катастрофа
14 января 1966 года борт 45076 выполнял свой 89-й полёт, а пилотировал его экипаж из 8 человек, в том числе командир корабля В. М. Евсеев, помощник командира корабля Ю. И. Рогачёв и штурман-испытатель В. Л. Малыгин. В данном полёте планировалось снять характеристики устойчивости и управляемости самолёта, при этом последовательно выполнялись площадки на высотах 5000, 8000 и 10 000 метрах. Но когда самолёт начал выполнять последний режим, с борта было передано «Руль…[неразборчиво]». Машина на высоте 10 километров внезапно перешла в снижение, а затем врезалась в землю у пруда в селе Рождествено Собинского района Владимирской области. Весь экипаж погиб. Есть мнение, что в последний момент экипаж сумел отвести падающий самолёт в сторону от находящейся рядом школы. Машина всё же зацепила один из домов, где придавило стоявшую на дворе корову.

## Расследования
При вскрытии бортового самописца было выявлено, что участок с последними данными полёта оказался засвечен, а регистратор полётных данных К-3-63 оказался незаряжен. Таким образом, параметры полёта установить оказалось невозможно.
По мнению комиссии из конструкторского бюро Туполева, причиной катастрофы стала ошибка экипажа, который с целью быстрого выполнения полёта начал совершать разворот на скорости 0,86 числа Маха. При этом экипаж привык пилотировать тяжёлые самолёты типа Ту-104, Ту-124 и Ан-12, которые не были оборудованы бустерными усилителями, а потому на высоких скоростях набегающий поток воздуха не позволял сильно отклонять руль направления. Однако Ту-134 имел усилители системы управления, поэтому когда командир Евсеев нажал на педаль руля направления, то тот сразу отклонился на все 25°. Из-за высокой скорости полёта авиалайнер вошёл в крен, а незнакомый с таким поведением лётчик попытался выйти из него, но только усложнил ситуацию, введя машину в пикирование.
По версии специалистов ГосНИИ ГА и Военно-воздушной академии имени Н. Е. Жуковского самолёт упал не целым, а начал разрушаться ещё в воздухе. При этом в 250 метрах от места падения были найдены отдельные части, а крепления узлов навески руля направления оказались срезанными. По данным исследований предыдущих полётов было установлено, что ранее уже наблюдались колебания руля направления, причём если на высоте 5 километров они были ещё незначительными, то на высоте 8 километров становились сильнее, так как снижалась плотность воздуха, что ухудшало демпфирование руля. Полёты на высоте 10 километров до рокового полёта не проводились. Вероятно, на высоте 10 километров колебания руля направления уже были настолько сильными, что экипаж потерял контроль над управлением.

## Последствия
После данной катастрофы на самолётах Ту-134 в систему управления рулём направления включили пружинный загружатель, который снизил по усилиям углы отклонения руля до 5° в каждую сторону. Крейсерская скорость самолёта была снижена до 0,82 числа Маха. Также после данного происшествия государственные испытания авиалайнеров начали проводить гражданские лётчики из ГосНИИ ГА.

## Память
В Селе Рождествено Владимирской области на месте падения самолёта установлен памятник погибшим лётчикам.

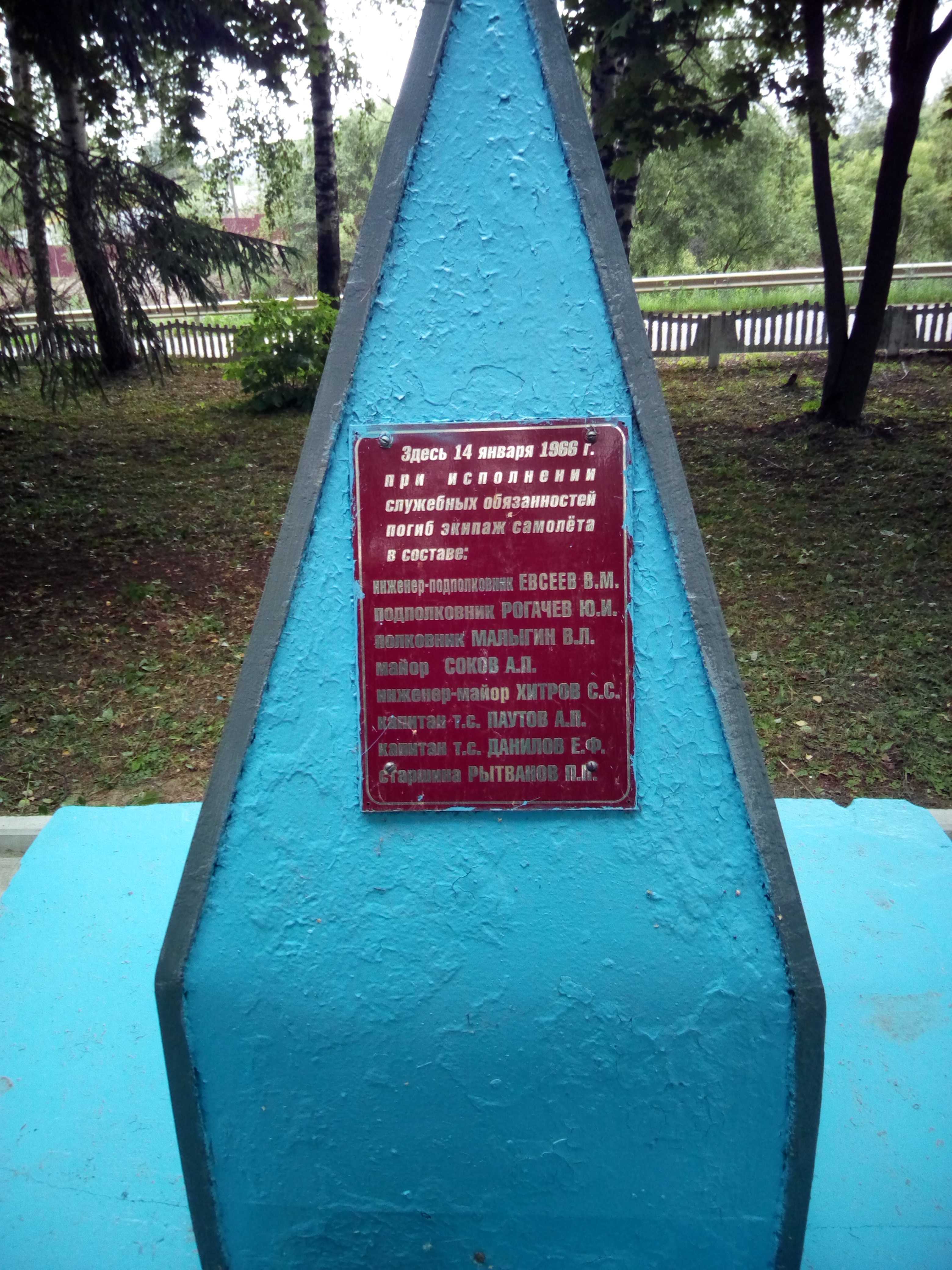
Надпись на обелиске погибшим лётчикам.